# 향·소·부곡
향·소·부곡(鄕·所·部曲)은 삼국시대부터 조선시대 전기까지 있었던 특수한 행정 구역이다. 일반 양인(良人)이 아닌 천민, 노비 등 하층 계급의 사람들이 살며 조세를 납부하던 특수한 행정 구역이었다고 여겨지는데, 다만 이에 관해서는 이론이 있어 크게 천민설과 양인설로 나뉜다.
또한 고려시대 장(莊)과 처(處)라는 또다른 특수한 토지 구분이 있었다. 이들은 왕실에 예속되어 과중한 전조(田租)를 납부한 일종의 장원(莊園)이었다. 이들도 향, 소, 부곡과 같이 신분은 양인이었으나 차별적 대우를 받았다고 추정된다.

## 역사
신증동국여지승람에는 다음과 같은 서술이 등장한다: "이제 살펴 보건대, 신라가 주·군(州郡)을 설치할 때 그 전정(田丁)이나 호구(戶口)가 현(縣)에 미달하는 곳은 향(鄕)을 두기도 하고 부곡(部曲)을 두기도 하여 소재읍(所在邑)에 속하게 하였다. 고려 때에는 또한 소(所)라고 칭하는 것이 있었는데 金所·銀所·銅所·鐵所·絲所·紬所·紙所·瓦所·炭所·鹽所·墨所·藿所·瓷器所·魚梁所·薑所 등이 구별이 있어 각기 그 물건을 바쳤다. 또한 처(處)와 장(莊)으로 칭하는 것이 있었는데 각각 궁전과 사원 및 내장댁(內莊宅)에 나뉘어 소속하여 그 세를 바쳤다. 위의 제소(諸所)에는 모두 토성 이민(土姓吏民)이 있었다." 즉 향, 부곡은 신라 시대에, 소, 장, 처는 고려 시대에 설치되었다고 한다. 다만 실제 신라 시대의 사료에는 부곡 등에 관해 직접적으로 등장하는 바가 없다. 삼국사기 지리지에서는 신라의 주, 군, 현만을 나열하고 있으므로 그 하위에 예속되어 있었을 것이라고 추측할 수 있을 뿐이다.

## 천민설과 양인설
향·소·부곡에 관해서는 자료 부족과 일부 모순되는 기록으로 인해 그 성격을 탐구하는 데 있어 다소 혼란이 있다. 향·소·부곡의 천민설에는 다음과 같은 사료적 증거가 흔히 들어진다.
1. "본시 영주(永州)의 이지은소(梨旨銀所)는 …옛날에는 현(縣)이었는데 중간에 읍민이 국명을 어겨서 폐하고 백성을 적몰하여 백금(白金)을 세로 물게 하였는데, 은소(銀所)라고 칭하게 된 지가 오래 되었다(≪新增東國輿地勝覽≫권 27, 河陽縣 古跡).
2. 의종(毅宗) 15년에 현인(縣人) 자화(子和) 등이 정서(鄭敍)의 처(妻)를 무고(誣告)하고 현리(縣吏) 인량(仁梁)과 더불어 임금과 대신을 저주함에 자화를 강에 던지고 현을 강등하여 부곡(部曲)으로 삼았다(≪高麗史≫권 57, 志 11, 地理 2, 陜州 感陰添).
3. 군현민과 진(津)·역(驛)·부곡(部曲)인이 교가(交嫁)하여 낳은 자는 모두 진·역·부곡에 속하게 하고 진·역·부곡과 잡척인(雜尺人)이 교가(交嫁)하여 낳은 자는 똑같이 나누고 남는 수는 모(母)에 따른다(≪高麗史≫권 84, 志 38, 刑法 1, 戶婚).

반역 등 국가에 대해 중대한 범죄가 발생한 군현을 강등하여 향·소·부곡을 삼는다는 이러한 사료는 향·소·부곡이 일반 군현에 비해 열등한 위치에 있었다는 증거가 된다. 또한 향·소·부곡은 발생 자체가 전쟁포로나 죄인의 가족 또는 반란이 거듭 발생한 향읍에서 기원했다는 이야기도 전한다. 즉 부곡민은 형벌적 대우로서 천민으로 취급되었으며, 그 자손도 같은 취급으로 귀속되었고, 과거 응시가 금지되는 등 여러 사회적 제약을 받았다는 것을 알 수 있다.
그러나 이러한 통설에 대하여 향·부곡민이 양인이었다는 요지의 반론도 오래 전부터 제기되어 왔다. 이들에 의하면 천민설의 논거는 적극적 자료가 되지 못한다는 것이다. 또한 고려시대에는 천민에게 성씨가 없었던 데 반하여 향·부곡에도 군현과 같이 각기 토착 성씨("土姓吏民")의 기록이 있는 것도 반론의 근거이다. 따라서 이들은 향·소·부곡의 소멸 과정을 단순한 신분 해방이 아닌 지방 통치체제와 수취체제의 변화라는 관점에서 이해하여야 한다고 주장하였다.
그리고 군현의 건치연혁이 다양하듯이 향·부곡도 그 생성과정이 다원적이었을 것이라는 지적도 있다. 단순히 현이 될 수 없는 규모의 구역에 향·부곡이 설치되기도 하였고, 인구증가와 신생촌의 발생, 혹은 월경지(越境地)의 발생에 의해 읍치의 외곽지대나 각 읍의 접경지역에서 군현보다 늦게 생성된 것도 있다고 보았다. 물론 이는 고대국가의 발전과정에서 피정복민이나 포로를 집단적으로 수용하는 경우와 반역향을 총체적으로 천민화하는 경우, 또 이민족을 집단적으로 일정한 지역에 거주시키는 경우에 의한 향·부곡의 발생을 부정하는 것은 아니다. 그러나 이 경우 역시 대체적으로 사회변동이 크게 일어나고 군현제가 개편되는 무신집권기 또는 몽고 침입기 이후부터 점차 양인화의 길을 밟으면서 일반군현과 마찬가지의 존재로 변질되어 있었다는 것이다. 결과적으로 조선 초기에 와서는 이들 향·부곡·소는 모두 혁파되어 《신증동국여지승람》에서는 이미 고적(古跡)조, 즉 과거의 이야기로서만 논하여지고 있다.

## 특징
향과 부곡은 농산물 생산을, 소는 수공업품·광물·수산물·일부 농산물(차, 생강 등) 생산을 담당했다.

## 목록
아래 목록은 《신증동국여지승람》에 고적(古跡)으로서 나와 있는 향·소·부곡(장·처 포함)들로, 행정 구역은 조선시대 당시 기준이다. 이들은 고려시대까지 있다가 조선 초까지 혁파되었을 것으로 추정된다.

### 경기도
- 여주목: 방근곡처(防斤谷處), 신제처(新堤處), 신잉이소(新仍伊所), 등신장(登神莊).
- 양근군: 속현인 미원현(迷原縣)은 공민왕 5년에 현으로 승격되기 전에는 장(莊)이었다고 한다.
- 음죽현: 잘아촌처(迲村處)[4].
- 양지현: 고안부곡(高安部曲), 대곡부곡(大谷部曲), 목악부곡(木岳部曲), 제촌부곡(蹄村部曲). 양지현은 과거 수주(水州)의 양량부곡(陽良部曲)이었는데 조선 정종 대에 현으로 승격한 것이다. 또 태종 13년 현치를 광주(廣州) 추계향(秋溪鄕)으로 옮기고 땅이 좁아 예의 4개 부곡을 광주에서 떼어 붙였다.
- 수원도호부: 포내미부곡(浦內彌部曲), 육내미부곡(陸內彌部曲), 쟁홀부곡(爭忽部曲), 제촌부곡(堤村部曲), 청구부곡(靑丘部曲), 사량부곡(沙梁部曲), 공촌부곡(公村部曲), 주석향(柱石鄕), 분촌향(盆村鄕), 공이향(工二鄕), 사정처(奢井處), 금음촌처(今音村處), 양간처(楊干處), 삼봉처(三峯處), 고등촌처(高等村處), 심곡처(深谷處), 유제처(楡梯處), 오타장(五朶莊), 종덕장(宗德莊), 신영장(新永莊). 또 폐지된 고려시대의 정송현(貞松縣)에는 본래 송산부곡(松山)이 있었다고 한다.
- 부평도호부: 황어향(黃魚鄕).
- 남양도호부: 분황부곡(奔黃部曲), 양등간처(陽等干處).
- 인천도호부: 이포부곡(梨浦部曲).
- 안성군: 감미탄부곡(甘彌呑部曲), 마전부곡(麻田部曲). 또 공민왕이 군으로 승격시킬 때 수주(水州)에 떼어준 4개 부곡으로 감미탄, 마전, 양량(陽良), 신곡(薪谷)이 있었다고 하는데 이 중 양량부곡은 조선 정종 대에 양지현으로 분리되었다.
- 진위현: 송장부곡(松莊部曲), 천장부곡(川場部曲), 또 현 자체가 과거 연달부곡(淵達)이었다고 전한다.
- 양천현: 강향(薑鄕)[5].
- 용인현: 1413년(태종 13년) 용구현과 처인현을 합쳐 용인현을 만들었는데, 처인현은 과거 처인부곡(處仁)이다.
- 양주목: 해촌처(海村處), 송산처(松山處).
- 고양군: 황조향(荒調鄕)[6], 장사향(長史鄕), 율악부곡(栗岳部曲), 파을곶소(巴乙串所), 건자산소(巾子山所). 또 조선시대 고양군으로 합쳐지며 폐현이 된 부원현(富原縣)은 과거 용산처(龍山處)였다고 한다.
- 영평현: 유석향(乳石鄕), 용곡소(龍谷所).
- 포천현: 수암소(垂巖所).
- 적성현: 적암향(赤巖鄕).
- 교하현: 석천향(石淺鄕)[7].
- 가평현: 개탄소(皆呑所), 지양소(紙壤所)[8].
- 강화도호부: 해령향(海寧鄕).

### 충청도
- 충주목: 단월부곡(丹月部曲)[9], 광반석부곡(廣反石部曲)[10], 탄촌부곡(炭村部曲), 이차탄부곡(伊次呑部曲), 감물내미부곡(甘勿內彌部曲), 소잉림부곡(所仍林部曲), 덕산향(德山鄕), 하맥곡처(下麥谷處), 상맥곡처(上麥谷處), 연탄처(淵呑處), 대조곡처(大鳥谷處). 또한 당시 이미 폐현이 된 익안현(翼安縣)은 본래 다인철소(多仁鐵所)였으나 주민들이 몽골군을 막아낸 공로로 고려 고종 대에 현으로 승격된 바 있다.
- 청풍군: 목촌소(木村所), 전산소(箭山所), 결매소(結買所).
- 단양군: 금의곡소(金衣谷所).
- 괴산군: 세우처(世于處), 사량저처(沙良渚處), 모갑소(毛𡊠所), 주을장이소(主乙長伊所).
- 음성현: 금촌부곡(金村部曲), 파천부곡(巴川部曲).
- 영춘현: 입석부곡(立石部曲)[11], 답곡부곡(沓谷部曲), 소치곡부곡(所耻谷部曲)[12], 택평소(澤坪所).
- 제천현: 원림부곡(員林部曲), 양성부곡(陽城部曲), 소당부곡(小堂部曲)[13], 산척처(山尺處), 공재소(空梓所).
- 청주목: 오근부곡(吳根部曲), 석곡부곡(錫谷部曲), 배음소(拜音所)[14], 추자소(楸子所)[15], 덕평향(德平鄕), 조풍부곡(調豐部曲), 신은소(新銀所), 한신부곡(閒身部曲).
- 천안군: 모산부곡(毛山部曲), 신종부곡(新宗部曲), 덕흥부곡(德興部曲), 돈의향(頓義鄕).
- 옥천군: 관성향(管城鄕)[16], 산집암향(酸汁巖鄕)[17], 초집기소(酢汁器所), 어모소(於毛所), 적현부곡(赤垷部曲).
- 문의현: 자인부곡(慈仁部曲).
- 직산현: 구실향(救實鄕).
- 청안현: 정안부곡(靜安部曲), 곡은곡소(谷銀谷所), 염곡소(念谷所), 유통소(游筒所), 난곡소(薍谷所).
- 진천현: 금천향(金泉鄕)[18], 향림부곡(香林部曲), 협탄소(脇呑所).
- 보은현: 임언부곡(林堰部曲)[19].
- 영동현: 풍곡부곡(楓谷部曲), 앙암부곡(仰巖部曲), 율곡소(栗谷所).
- 황간현: 금화부곡(金化部曲).
- 청산현: 주성부곡(酒城部曲), 계은천소(界銀川所), 거이소(居尒所).
- 공주목: 명학소(鳴鶴所)[20], 청류부곡(淸流部曲)[21], 양화부곡(良化部曲), 완부부곡(薍釜部曲), 이인부곡(里仁部曲), 미화부곡(美化部曲), 귀지부곡(貴智部曲), 금단소(今丹所), 갑촌소(甲村所), 촌개소(村介所), 복수소(福水所), 박산소(撲山所), 금생소(金生所).
- 임천군: 안량부곡(安良部曲), 고다지소(古多只所), 소라소(召羅所), 금암소(今巖所), 금물촌처(今勿村處)[22].
- 한산군: 안보향(安保鄕), 안곡소(鷃谷所).
- 전의현: 대부향(大部鄕), 가을정처(加乙井處).
- 은진현: 채운향(彩雲鄕).
- 회덕현: 서봉부곡(西峯部曲), 흥인부곡(興仁部曲), 침이소(針伊所).
- 연산현: 광소부곡(廣炤部曲)[23].
- 이산현: 저정소(猪井所)[24], 등수소(登水所)[25].
- 부여현: 석전부곡(石田部曲), 풍지소(楓枝所).
- 연기현: 토흥부곡(土興部曲), 연천소(鷰川所).
- 홍주목: 용천부곡(龍泉部曲)[26], 대산부곡(大山部曲), 궁경부곡(躬耕部曲), 화성부곡(化城部曲), 운천향(雲川鄕), 정성향(政聲鄕), 용화향(用和鄕), 흥고향(興古鄕), 옥사금소(玉賜金所), 상전소(上田所), 고이산소(高伊山所), 명해소(明海所), 오사소(烏史所), 마여소(馬餘所). 또 조선시대 이미 폐현이 된 합덕현(合德縣)은 본래 합덕부곡(合德部曲)이었으나 이곳 출신의 환관 황석량(黃石良)이 원나라에서 권세를 얻어 현으로 승격되었다.
- 서천군: 문조향(文照鄕), 임술소(林述所)[27]
- 서산군: 인정부곡(仁政部曲), 정소부곡(井所部曲), 정소부곡(井所部曲), 조립부곡(助立部曲)[28], 광지향(廣地鄕), 안면소(安眠所), 화변소(禾邊所), 위포소(葦浦所).
- 태안군: 오산소(吳山所), 양골소(梁骨所), 복평향(福平鄕).
- 면천군: 도촌소(桃村所), 온월부곡(溫月部曲), 가리저부곡(加里渚部曲).
- 온양군: 개흥부곡(開興部曲), 상곡부곡(上谷部曲), 목촌부곡(木村部曲), 박산부곡(朴山部曲), 독촌부곡(禿村部曲), 묘산부곡(卯山部曲).
- 평택현: 백랑부곡(白浪部曲).
- 홍산현: 비도소(非刀所)[29], 오합소(吾合所).
- 덕산현: 내박소(乃朴所), 신곡소(薪谷所).
- 청양현: 영수부곡(永壽部曲)[30], 예본부곡(乂本部曲), 횡천소(橫川所).
- 대흥현: 거변소(居邊所)[31].
- 비인현: 옥전향(沃田鄕).
- 결성현: 안흥부곡(安興部曲).
- 보령현: 현하부곡(懸河部曲), 보원부곡(寶院部曲), 금신부곡(金神部曲), 건자산소(巾子山所)[32].
- 아산현: 황촌부곡(黃村部曲), 덕천향(德泉鄕).
- 예산현: 입석소(立石所)[33], 화물장(化物莊)[34].
- 해미현: 염솔부곡(廉率部曲)[35], 소당부곡(炤堂部曲), 염정부곡(鹽貞部曲), 몽웅향(夢熊鄕), 사곡소(寺谷所).

### 경상도
- 경주부: 구사부곡(仇史部曲)[36], 죽장부곡(竹長部曲)[37], 북안곡부곡(北安谷部曲), 성법이부곡(省法伊部曲)[38], 팔조부곡(八助部曲), 대포부곡(大庖部曲), 대창부곡(大昌部曲), 남안곡부곡(南安谷部曲), 근곡부곡(根谷部曲), 도계부곡(桃界部曲), 호명부곡(虎鳴部曲), 호촌부곡(虎村部曲).
- 울산군: 범서부곡(凡西部曲).
- 양산군: 와곡부곡(瓦谷部曲), 범어부곡(凡魚部曲), 원포부곡(源浦部曲), 범곡부곡(凡谷部曲)[39], 어곡소(於谷所)[40].
- 동래현: 고지도부곡(古知道部曲)[41], 조정부곡(調井部曲), 형변부곡(兄邊部曲), 부산부곡(富山部曲)[42], 생천향(生川鄕).
- 청하현: 북아부곡(北阿部曲), 등정부곡(等汀部曲), 김해부곡(金海部曲), 모등곡부곡(毛等谷部曲), 신지부곡(新池部曲), 우천부곡(于川部曲), 남계부곡(南界部曲).
- 영일현: 도지부곡(都只部曲).
- 장기현: 신촌부곡(新村部曲), 팔오곡부곡(八於谷部曲), 허오리부곡(許於里部曲).
- 기장현: 고촌부곡(古村部曲), 결미부곡(結㫆部曲), 사량촌부곡(沙良村部曲), 사야부곡(沙也部曲).
- 안동대도호부: 개단부곡(皆丹部曲), 소천부곡(小川部曲), 요촌부곡(蓼村部曲), 하양부곡(河壤部曲), 신양부곡(新陽部曲), 소라부곡(召羅部曲), 토곡부곡(吐谷部曲). 또한 속현 중 길안현(吉安縣)은 길안부곡(吉安部曲)을 충혜왕 때 승격시킨 것이고, 내성현(奈城縣)은 퇴곶부곡(退串部曲)을 충혜왕 때 승격시킨 것이고, 춘양현(春陽縣)은 가야향(加也鄕)을 충렬왕 때 승격시킨 것이고, 재산현(才山縣)은 덕산부곡(德山部曲)을 충선왕 때 승격시킨 것이다.
- 영해도호부: 석보부곡(石保部曲), 수비부곡(首比部曲), 백석부곡(白石部曲), 창숙부곡(倉稤部曲), 묘곡부곡(畝谷部曲), 주곡부곡(主谷部曲), 창석부곡(唱石部曲), 가하부곡(賈下部曲), 가서향(加西鄕)[43]. 또한 속현인 청기현(靑杞縣)은 본래 청부현(靑鳧縣)의 대청부곡(大靑部曲)과 영양현(英陽縣)의 소청부곡(小靑部曲)이었는데 충렬왕이 대·소청부곡을 합하여 청기현으로 삼았다.
- 예천군: 고림부곡(高林部曲), 효천부곡(孝川部曲), 보진부곡(寶進部曲), 동로평소(冬老坪所). 이외에 성씨 조에 지명으로 선천(善川), 연천(連川), 웅천(熊川), 금천(金川), 우니곡(亏尒谷)이 써있으나 어디를 가리키는지 알 수 없다.
- 영천군: 벌지부곡(伐只部曲), 마구부곡(馬駒部曲), 용산부곡(龍山部曲), 임지도부곡(林只刀部曲), 성을량부곡(省乙良部曲), 오등부곡(烏等部曲), 유수부곡(楡水部曲), 답곡부곡(沓谷部曲), 이곡부곡(泥谷部曲)[44], 내소리부곡(奈小里部曲)[45].
- 풍기군: 감곡부곡(甘谷部曲), 대룡산부곡(大龍山部曲), 임곡소(林谷所).
- 의성현: 피촌향(皮村鄕), 신촌부곡(新村部曲), 굴어곡부곡(屈於谷部曲), 우곡부곡(牛谷部曲), 골라소(骨羅所).
- 영덕현: 오보부곡(烏保部曲), 이이아부곡(伊已牙部曲), 지품부곡(知品部曲).
- 봉화현: 물야부곡(勿也部曲), 양곡부곡(良谷部曲), 매토부곡(買吐部曲)[46].
- 진보현: 천숙부곡(泉宿部曲), 춘감부곡(春甘部曲), 파질부곡(巴叱部曲), 고을마부곡(古乙亇部曲), 성부부곡(省夫部曲).
- 군위현: 소소보부곡(召召保部曲), 잉미곡부곡(仍未谷部曲).
- 비안현: 퇴곡부곡(退谷部曲), 신평부곡(新平部曲), 하필점이부곡(下筆坫伊部曲), 물실부곡(勿失部曲).
- 예안현: 조선시대 이미 폐현이 된 의인현(宜仁縣)은 본래 안덕현(安德縣)의 지도보부곡(知道保部曲)이었으나 공민왕이 현으로 승격시켰고 공양왕이 예안현에 붙였다.
- 용궁현: 양정부곡(陽井部曲), 풍양부곡(豐壤部曲), 하남부곡(河南部曲), 무송부곡(茂松部曲), 평구부곡(平丘部曲), 곡계부곡(曲溪部曲).
- 대구도호부: 자이소(資已所).
- 밀양도호부: 두야보부곡(豆也保)[47], 이동음부곡(伊冬音)[48], 금음물부곡(金音勿), 내진향(來進鄕)[49], 운막향(雲幕鄕)[50], 신포향(薪浦鄕)[51], 저대부곡(楮代), 오정부곡(烏丁), 평릉부곡(平陵), 음곡소(陰谷所), 고매부곡(古買), 곡량촌부곡(谷良村)[52], 파서방부곡(破西防), 근개부곡(近皆), 양량부곡(陽良). 또한 고려 충렬왕 원년에 이곳 밀성군 백성들이 진도 삼별초에 호응하여 군수를 죽이고 모반하자 귀화부곡(歸化部曲)으로 강등했다가 다시 높였다. 또 속현인 수산현(守山縣)은 본래 천산부곡(穿山部曲)인데 고려 때 현으로 승격시켰다.
- 청도군: 매전부곡(買田部曲), 북곡부곡(北谷部曲), 부곡부곡(釜谷部曲).
- 하양현: 양량촌부곡(陽良村部曲), 이지부곡(貍只部曲), 안심소(安心所)[53]. 또한 조선시대 이미 폐현이 된 이지현(梨旨縣)은 본래 영주(永州)의 이지은소(梨旨銀所)였다.
- 인동현: 저항부곡(猪項部曲).
- 현풍현: 구지산부곡(仇知山部曲).
- 의흥현: 피토부곡(皮土部曲), 고로곡부곡(古老谷部曲). 또한 고적조에 조선시대 취락 니화촌(尼火村)이 함께 써 있다.
- 신녕현: 신촌부곡(新村部曲).
- 영산현: 마천부곡(馬川部曲), 왕기음부곡(王岐音部曲)[54], 길곡부곡(吉谷部曲)[55], 오가이향(烏加伊鄕), 퇴곡소(退谷所), 수다이소(水多伊所).
- 창녕현: 신문부곡(薪文部曲).
- 상주목: 장천부곡(長川部曲), 무림부곡(茂林部曲)[56], 연산부곡(連山部曲), 백원부곡(白原部曲), 양녕부곡(壤寧部曲), 하해부곡(河海部曲), 양보부곡(陽寶部曲), 관제부곡(寬濟部曲), 가량부곡(加良部曲), 보량부곡(保良部曲), 평안부곡(平安部曲), 평산부곡(平山部曲), 주선부곡(主善部曲), 단곡부곡(丹谷部曲), 생물부곡(生物部曲), 선은소(鐥銀所), 해상이소(海上伊所). 또한 폐현이 된 공성현(功城縣)은 본래 신라의 대병부곡(大幷部曲)이었고, 폐현이 된 영순현(永順縣)은 본주 북면(北面)의 임하촌(林下村)이었다고 한다.
- 성주목: 신곡부곡(薪谷部曲), 위곡부곡(葦谷部曲), 선남부곡(船南部曲).
- 선산도호부: 비산부곡(緋山部曲), 가덕부곡(加德部曲), 칠창부곡(漆倉部曲), 예능부곡(藝能部曲), 도개부곡(道開部曲), 보미부곡(寶㫆部曲), 고아부곡(高牙部曲), 웅곡부곡(熊谷部曲), 안곡부곡(安谷部曲), 질곡부곡(秩谷部曲).
- 김산군: 굴곡부곡(屈谷部曲), 신가량부곡(新加良部曲), 조마부곡(助馬部曲), 어미곡부곡(於未曲部曲), 영명향(迎命鄕), 황금소(黃金所), 수다곡소(水多谷所), 파매처(巴買處)[57].
- 개령현: 달오촌부곡(達烏村部曲), 무차곡부곡(茂佽谷部曲), 다질촌부곡(多叱村部曲), 하활곡부곡(下活谷部曲), 상오지부곡(上烏知部曲), 금물도부곡(今勿刀部曲).
- 지례현: 월이곡부곡(月伊谷部曲), 사등량부곡(沙等良部曲), 두의곡부곡(頭衣谷部曲).
- 문경현: 벌천부곡(伐川部曲), 고곡부곡(高谷部曲), 견천부곡(絹川部曲), 소산천부곡(小山川部曲), 마량부곡(馬良部曲), 잉을항소(仍乙項所). 이외에 성씨 조에 지명으로 병곡(柄谷), 적촌(赤村) 등이 써 있으나 어디를 가리키는지 알 수 없다.
- 함창현: 이안부곡(利安部曲), 덕봉부곡(德峯部曲), 금천소(金川所).
- 진주목: 살천부곡(薩川部曲), 화개부곡(花開部曲)[58], 가차례부곡(加次禮部曲), 어아부곡(於牙部曲), 침곡부곡(針谷部曲), 율곡부곡(栗谷部曲), 부곡부곡(釜谷部曲), 인담부곡(鱗潭部曲), 송자부곡(松慈部曲), 월아부곡(月牙部曲), 대야천부곡(大也川部曲)[59], 송곡향(松谷鄕), 복산향(福山鄕), 벌대소(伐大所), 수곡소(水曲所), 화곡소(火谷所), 대곡소(大谷所), 수대곡소(水大谷所), 갈곡소(葛谷所), 명진부곡(溟珍部曲), 진성부곡(晉城部曲). 또한 폐현이 된 흥선현(興善縣)은 본래 유질부곡(有疾部曲)이었다.
- 합천군: 좌이부곡(坐伊部曲), 말곡향(末谷鄕), 박산소(樸山所).
- 초계군: 대여곡소(代如谷所).
- 함양군: 공안부곡(功安部曲), 마천소(馬川所)[60], 의탄소(義呑所).
- 곤양군: 유실부곡(有實部曲), 금양부곡(金陽部曲), 다음향(多音鄕), 포곡소(蒲谷所), 반룡소(盤龍所).
- 남해현: 우산소(于山所).
- 사천현: 관해곡소(觀解谷所).
- 삼가현: 면현소(緜峴所), 토촌소(吐村所).
- 의령현: 정골부곡(正骨部曲), 우물곡부곡(于勿谷部曲), 지산향(砥山鄕), 장곡향(藏谷鄕), 저지소(楮旨所), 부곡소(釜谷所), 동곡소(桐谷所), 궁곡소(弓谷所).
- 산음현: 개품부곡(皆品部曲)[61], 송곡소(松谷所).
- 안음현: 가을산소(加乙山所). 또한 고읍인 감음(感陰)은 본래 신라 남내현(南內縣) 또는 경덕왕이 개칭하여 여선현(餘善縣)인데, 의종 15년에 현 사람 자화(子和)가 임금에 관한 무고를 하여 부곡으로 강등시켰다가 공민왕 때 감무를 되돌리고 이안현을 내속시켰다.
- 단성현: 송계부곡(松界部曲), 문을부곡(文乙部曲).
- 김해도호부: 태산부곡(太山部曲)[62], 수다부곡(水多部曲), 제을미향(齊乙彌鄕), 성화례향(省火禮鄕), 달음포향(達音浦鄕), 감물야향(甘勿也鄕).
- 창원도호부: 우북지부곡(于北只部曲), 차의상향(車衣上鄕), 신소향(新所鄕), 동천향(銅泉鄕), 내포향(內浦鄕), 안성소(安城所).
- 함안군: 본산부곡(本山部曲), 감물곡부곡(甘勿谷部曲), 간곡소(杆曲所), 지곡소(知谷所), 추자곡소(楸子谷所), 비사곡소(比史谷所), 손촌소(損村所). 또한 폐현이 된 현무현(玄武縣)은 본래 신라의 소삼현(召彡縣)인데 경덕왕이 이름을 고쳤다가 나중에 소삼부곡(召彡部曲)으로 강등되었다.
- 거제현: 하청부곡(河淸部曲), 고정부곡(古丁部曲), 죽토부곡(竹吐部曲), 말근향(末斤鄕), 덕해향(德海鄕), 연정장(鍊汀莊).
- 고성현: 곤의부곡(坤義部曲), 해빈부곡(海濱部曲), 도선부곡(道善部曲), 진여부곡(珍餘部曲), 구허부곡(丘墟部曲), 죽림부곡(竹林部曲), 박달부곡(博達部曲), 활촌부곡(活村部曲), 궤촌부곡(跪村部曲), 발산부곡(鉢山部曲), 곡산향(曲山鄕), 녹명향(鹿鳴鄕), 어례향(魚禮鄕), 보령향(保寧鄕), 적진향(積珍鄕), 의선향(義善鄕).
- 칠원현: 부곡부곡(釜谷部曲), 우질포향(亏叱浦鄕). 또한 속현인 귀산현(龜山縣)은 본래 성법부곡(省法部曲)이었다.
- 진해현: 부산향(富山鄕).
- 웅천현: 사법부곡(寺法部曲), 천읍부곡(川邑部曲). 또한 폐현이 된 완포현(莞浦縣)은 본래 합포현(合浦縣)의 완포향(莞浦鄕)인데 고려 때 현으로 승격되었다.

### 전라도
- 전주부: 경명향(景明鄕)[63], 양량소(陽良所)[64], 두모촌소(豆毛村所), 또한 전주부는 고려시대 공민왕 4년에 원나라 사신을 가둔 일로 부곡으로 강등하였으나 1년만에 되돌렸다.
- 익산군: 흑석부곡(黑石部曲).
- 김제군: 제견향(堤見鄕), 마천소(馬川所), 재남소(才南所).
- 고부군: 모조부곡(毛助部曲), 우일부곡(雨日部曲), 부안향(富安鄕), 황조향(荒調鄕), 수금향(水金鄕), 음성향(音聲鄕), 독변소(禿邊所), 덕림소(德林所).
- 금산군: 대곡소(大谷所), 안성소(安城所), 횡천소(橫川所).
- 진산군: 원산향(猿山鄕), 금악소(金岳所), 동계소(銅界所), 횡정소(橫程所).
- 여산군: 피제부곡(皮堤部曲), 공촌부곡(公村部曲).
- 만경현: 이파산소(泥波山所).
- 금구현: 종정부곡(從政部曲), 대율부곡(大栗部曲).
- 정읍현: 답곡부곡(畓谷部曲), 수곡부곡(水谷部曲).
- 흥덕현: 좌향(坐鄕), 남조향(南調鄕), 북조향(北調鄕).
- 부안현: 고촌향(鼓村鄕), 신덕소(申德所).
- 용안현: 창산소(倉山所).
- 함열현: 도평부곡(桃坪部曲)[65], 대위향(大位鄕).
- 태안현: 대곡부곡(大谷部曲), 개문부곡(開門部曲), 도전부곡(桃田部曲), 능향(綾鄕), 나향(羅鄕).
- 나주목: 평구부곡(平丘部曲), 금마부곡(金磨部曲), 거평부곡(居平部曲), 군산부곡(群山部曲), 극포부곡(極浦部曲), 임성부곡(任城部曲)[66], 종남향(從南鄕)[67], 손리향(孫利鄕)[68], 수다소(水多所)[69].
- 광산현: 양고부곡(良苽部曲), 경지부곡(慶旨部曲), 벽진부곡(碧津部曲).
- 영암군: 회의부곡(懷義部曲), 심정부곡(深井部曲), 귀인부곡(貴仁部曲), 송정부곡(松井部曲), 진남향(鎭南鄕), 동백소(冬柏所).
- 영광군: 진개부곡(陳介部曲), 녹사부곡(綠沙部曲), 홍농부곡(弘農部曲), 망운부곡(望雲部曲), 공아부곡(貢牙部曲), 조지부곡(造紙部曲), 육창향(陸昌鄕)[70], 대안향(大安鄕).
- 함평현: 다경부곡(多慶部曲), 영풍향(永豐鄕).
- 고창현: 대량평부곡(大良坪部曲), 도성부곡(陶成部曲), 덕암소(德巖所)[71].
- 진원현: 마량부곡(馬良部曲).
- 무장현: 약수향(藥水鄕), 궁산처(弓山處).
- 남평현: 도민부곡(道民部曲), 율촌부곡(栗村部曲), 운곡소(雲谷所).
- 장흥도호부: 유치향(有恥鄕), 안양향(安壤鄕), 어산향(語山鄕), 도내산향(徒內山鄕), 아서향(阿西鄕), 요랑소(䭜狼所), 수태소(守太所), 칠백유소(七百乳所), 정산소(井山所), 운고소(雲膏所), 정화소(丁火所), 창거소(昌居所), 웅점소(熊岾所), 가좌소(加佐所), 거개소(居開所), 가을평소(加乙坪所), 향여소(香餘所).
- 강진현: 운수부곡(雲水部曲), 영가부곡(永可部曲), 송계부곡(松溪部曲), 미포부곡(彌浦部曲), 좌곡부곡(佐谷部曲), 평덕향(平德鄕), 대구소(大口所), 대곡소(大谷所), 칠양소(七陽所), 산계소(山計所), 산심소(山深所), 종옥소(種玉所), 구계소(舊溪所), 부원소(富元所).
- 해남현: 송지부곡(松旨部曲), 팔마부곡(八馬部曲), 신갈부곡(神葛部曲), 북평향(北平鄕), 마봉소(馬峯所). 또한 폐현이 된 옥천현(玉川縣)은 본래 영암군 냉천부곡(冷泉部曲)이었고 폐현이 된 옥산현(玉山縣)은 본래 사라향(沙羅鄕)이었다.
- 남원도호부: 금안부곡(金岸部曲), 원천부곡(源川部曲), 산동부곡(山東部曲), 고정부곡(古丁部曲), 덕성향(德城鄕), 도지향(道知鄕)[72], 수도향(守道鄕)[73], 남안향(南安鄕)[74], 경도향(京徒鄕)[75], 보유향(寶有鄕), 거리향(居利鄕)[76], 백파향(白波鄕), 아인향(牙仁鄕), 미아향(未牙鄕), 성화점소(省火帖所), 두가소(豆加所), 웅음소(熊陰所), 용봉소(龍鳳所), 신내동소(申內洞所), 기오천소(岐於淺所), 양천소(陽川所), 금성소(金城所).
- 담양도호부: 정석부곡(貞石部曲).
- 순창군: 치등소(置等所), 고도암소(高刀嵓所), 유등소(柳等所), 감물토소(甘勿吐所).
- 용담현: 동향소(銅鄕所).
- 창평현: 장평부곡(長平部曲), 갑향(甲鄕).
- 임실현: 취인부곡(醉仁部曲).
- 곡성현: 율곡부곡(栗谷部曲).
- 진안현: 강주소(剛珠所).
- 옥과현: 금산부곡(金山部曲), 흥복향(興福鄕), 이인향(利仁鄕), 안곡소(鷃谷所).
- 운봉현: 아요곡부곡(阿要谷部曲).
- 장수현: 양악소(陽岳所), 이방소(梨方所), 천잠소(天蠶所), 복흥소(福興所).
- 순천도호부: 송림부곡(松林部曲), 하이사부곡(下伊沙部曲), 이촌부곡(梨村部曲), 죽청부곡(竹靑部曲), 적량부곡(赤良部曲), 율촌부곡(栗村部曲), 별량부곡(別良部曲), 가음부곡(嘉音部曲), 진례부곡(進禮部曲), 소라부곡(召羅部曲)[77], 삼일포향(三日浦鄕), 정방향(正方鄕), 상이사소(上伊沙所), 두잉지소(豆仍只所), 월곡소(月谷所), 두평소(豆坪所), 조해소(調海所), 조수소(調水所).
- 낙안군: 군지부곡(軍知部曲), 가용소(加用所), 품어소(品魚所), 초천소(草川所), 개령소(開寧所).
- 보성군: 야촌부곡(也村部曲), 사오향(沙於鄕), 가연향(加淵鄕), 적촌향(狄村鄕), 미력소(㫆力所), 포곡소(蒲谷所), 금곡소(金谷所).
- 능성현: 품평소(品平所).
- 광양현: 아마대부곡(阿磨代部曲), 사오곡부곡(沙於谷部曲), 율곡부곡(栗谷部曲), 본정향(本井鄕), 골약리부곡(骨若里部曲), 대곡소(大谷所), 옥곡소(玉谷所), 공촌소(孔村所), 다사천소(多沙川所), 문현소(蚊峴所), 공을도소(孔乙道所), 차의포소(車衣浦所), 구량포소(仇良浦所).
- 구례현: 사등촌부곡(沙等村部曲), 유곡부곡(楡谷部曲), 남전소(南田所), 방광소(放光所), 토지처(吐旨處). 또한 연산군 5년에 현 사람 배목인(裵目仁), 문빈(文彬) 등이 모반하였다 하여 부곡으로 강등하고 남원에 내속시켰다가 중종 2년에 다시 되돌렸다.
- 흥양현: 고다산부곡(古多山部曲), 서천부곡(舒川部曲), 총곡부곡(蔥谷部曲), 가을평향(加乙坪鄕), 신통소(神筒所), 작도소(酢桃所). 또 폐현이 된 풍안현(豐安縣)은 본래 보성군 식촌부곡(食村部曲)이고, 폐현이 된 도화현(道化縣)은 본래 보성군 타주부곡(他州部曲)이고, 폐현이 된 도양현(道陽縣)은 본래 장흥부 도량도부곡(道良道部曲)이고, 폐현이 된 고흥현(高興縣)은 본래 장흥부 고이부곡(高伊部曲)[78]인데 고려 충렬왕 11년에 이곳 사람 류청신이 원나라와 외교할 때 공을 세웠다 하여 이름을 고흥으로 고치고 현으로 승격하였다.
- 동복현: 와촌소(瓦村所).

### 황해도
- 서흥도호부: 초리소(酢梨所).
- 봉산군: 관혜향(觀惠鄕).
- 안악군: 홍모처(紅毛處).
- 재령군: 광천소(廣淺所).
- 수안군: 이마곡소(尒磨谷所).
- 곡산군: 적곡소(赤谷所).
- 신천군: 내석향(內石鄕).
- 우봉현: 우현소(牛峴所).
- 장련현: 폐현이 된 연풍현(連豐縣)은 본래 연풍장(連豐莊)이었다.
- 해주목: 마산처(馬山處), 백석처(白石處), 청산소(靑山所), 장봉소(長峯所), 황암소(黃菴所).
- 풍천도호부: 벽달향(碧達鄕), 용산향(龍山鄕), 풍장향(楓長鄕), 당관향(唐館鄕), 지촌향(池村鄕), 고립소(古立所).
- 강음현: 식척처(食尺處)[79].
- 강령현: 광천소(廣川所).

### 강원도
- 강릉대도호부: 사동부곡(史冬部曲), 오홀부곡(烏忽部曲), 조대산부곡(助大山部曲), 소점부곡(蘇漸部曲), 반곡소(般谷所), 죽원소(竹原所). 또한 대동지지에 사각부곡(史各部曲)과 선명소(船名所)가 써 있다.
- 원주목: 소탄소(所呑所), 금마곡소(金亇谷所), 사림소(射林所), 도곡부곡(刀谷部曲), 도내부곡(刀乃部曲).
- 춘천도호부: 유곡부곡(楡谷部曲), 사탄향(史呑鄕), 지내촌소(枝內村所).
- 정선군: 별오곡부곡(別於谷部曲), 개야항소(皆也項所), 입탄소(立呑所), 북평소(北坪所).
- 영월군: 직곡부곡(直谷部曲), 매내향(買乃鄕), 마이탄향(亇伊呑鄕), 양등소(楊等所), 이목소(梨木所), 이달소(耳達所), 성며탄소(省旀呑所), 주문이소(注文伊所), 거탄소(居呑所).
- 평창군: 사서량부곡(沙西良部曲), 답곡소(沓谷所), 고림소(古林所), 신림소(新林所), 석을항소(石乙項所), 양탄소(梁呑所), 내화석소(乃火石所).
- 인제현: 이포소(伊布所).
- 횡성현: 저촌소(猪村所), 양등촌처(楊等村處), 협촌처(脇村處).
- 홍천현: 사이암장(寺伊巖莊).
- 회양도호부: 웅림소(熊林所), 북척소(北尺所).
- 철원도호부: 신제처(新堤處).
- 금성현: 소수이소(小水伊所).
- 양구현: 해안소(亥安所).
- 평강현: 신촌소(新村所), 사정소(史丁所), 묵곡소(墨谷所), 유림소(楡林所).
- 금화현: 탄항소(炭項所), 마현소(馬峴所).

### 평안도
- 삼화현: 금당부곡(金堂部曲), 호산부곡(呼山部曲)[80], 칠정부곡(漆井部曲).
- 순안현: 추자도부곡(楸子島部曲).
- 강서현: 이악향(梨岳鄕)[81], 대구향(大垢鄕)[82], 갑악향(甲岳鄕)[83], 각묘향(角墓鄕)[84].
- 삼등현: 고려시대에 성주(成州)에 속한 신성부곡(新城部曲), 나평부곡(蘿坪部曲), 구아부곡(狗牙部曲)을 합하여 삼등현을 만들었다.
- 강동현: 잉을사향(仍乙舍鄕), 기천향(岐淺鄕). 또한 고려시대 잉을사향, 기천향, 반석촌(班石村), 박달관촌(朴達串村), 마탄촌(馬灘村)을 합하여 강동현을 만들었다고 한다.

## 향·소·부곡 출신 인물
- 류청신: 고이부곡(高伊部曲) 출신[85]
- 박구: 갑화부곡(甲火部曲) 출신[86]
- 황석량(黃石良): 합덕부곡(合德部曲) 출신[87]
- 경화옹주(敬和翁主): 덕산부곡(德山部曲) 출신[88]
- 강금강(姜金剛): 퇴관부곡(退串部曲) 출신[88]
- 김인궤(金仁軌): 가야향(加也鄕) 출신[88]
- 나수(那壽)와 야선불화(也先不花): 이지은소(利旨銀所) 출신[89]

## 같이 보기
- 반촌
- 신라의 행정 구역
- 고려의 행정 구역
- 조선의 행정 구역